# Ekaterina Efremenkova
Ekaterina Olegovna Efremenkova (russe : Екатерина Олеговна Ефременкова), née le 31 décembre 1997, est une patineuse de vitesse sur piste courte russe.

## Biographie
Elle naît le 31 décembre 1997 à Tcheliabinsk.

## Carrière
Le 14 février 2016, elle arrive deuxième du 1 500 mètres en coupe du monde à Dordrecht.
À la première manche de la Coupe du monde, à Budapest, elle fait partie de l'équipe de relais qui obtient la médaille de bronze aux côtés des Russes Yulia Shishkina, Tatiana Borodulina et Sofia Prosvirnova. À la deuxième manche de la Coupe du monde, en octobre 2017 à Dordrecht, l'équipe, composée des mêmes patineuses, arrive cinquième. Elle arrive aussi sixième au classement individuel du 1 000 mètres.